# Persiska krigen

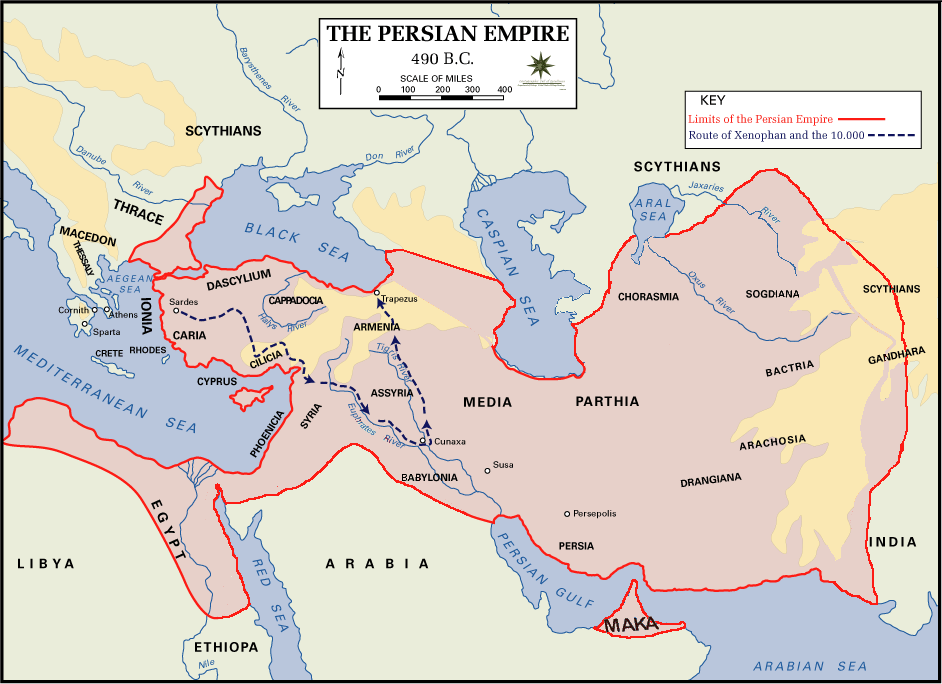
Perserriket år 490 f.Kr.

Persiska krigen, perserkrigen eller grekisk-persiska krigen var en serie konflikter mellan den grekiska världen under Antikens Aten och det persiska akemeniderriket som påbörjades omkring 490 f.Kr. och varade till 449 f.Kr. Begreppet syftar vanligtvis på de två persiska invasionerna av det grekiska fastlandet år 490 f.Kr. och 480-479 f.Kr. Perserna segrade i de inledande slagen men vid båda tillfällena höll grekerna stånd och motade bort de persiska trupperna från grekiska fastlandet. Inte alla greker kämpade mot perserna; några var neutrala, medan andra var allierade med Persien. Perserkrigen markerar skillnaden mellan arkaisk tid och klassisk tid i den grekiska historien. Krigen gav inte enbart upphov till väpnade konflikter utan bidrog till ett brett kulturellt och vetenskapligt utbyte. Många greker sökte sig till det persiska hovet, lockade av den akemenidiska stormaktens prakt, och vissa tog värvning i den persiska armén, vilket Xenofon skildrat i sitt verk Anabasis.
Begreppet "perserkrigen" kan också syfta på den fortsatta krigföringen som Romarriket och Bysantinska riket förde mot Parthien och Sassaniderna, en konflikt som varade i hundratals år.
Det som i dag är känt om konflikten härstammar huvudsakligen från grekiska källor, först och främst Herodotos, och i mindre grad några romerska författare. Perserna blev en del av den grekiska historien efter att de år 546 f.Kr. erövrade Lydien och därmed även de grekiska stadsstaterna i Jonien, som tidigare lytt under lyderna. Ett försök att år 499 f.Kr. återinsätta aristokraterna i Naxos slog fel, och jonerna gjorde uppror mot perserna. Symbolisk hjälp, som inte ändrade stridens utfall – persisk seger – utsändes från det grekiska fastlandet. Den persiske fältherren Mardonios drev ett fälttåg i Thrakien år 492 f.Kr. för att befästa den persiska makten, men hejdades av en storm. En styrka under Datis och Artafernes d.y. jämnade år 490 f.Kr. Eretria med marken, men den besegrades några dagar senare i slaget vid Marathon av den atenske generalen Miltiades d.y.
Kung Xerxes I ledde år 480 f.Kr. en stor armé att kuva Grekland, efter massiva förberedelser. I slaget vid Thermopyle segrade perserna mot en grekisk-spartansk här under Leonidas I av Sparta. Aten intogs och plundrades på Xerxes order. Den persiska flottan besegrades dock i slaget vid Salamis. Xerxes lämnade kvar Mardonios, som fick delar av den ursprungliga armén för att fullfölja invasionen, och begav sig till det iranska kärnlandet. Året därefter besegrades och dödades Mardonios i slaget vid Plataiai, och resterna av den persiska flottan krossades i slaget vid Mykale. Den grekiska flottan seglade till Hellesponten, där atenarna och jonerna, som precis inlett ett nytt uppror, belägrade Sestos.
Året därpå bedrev spartanerna under Pausanias ett nytt fälttåg i Bysantion, som föll efter en belägring. Pausanias kallades tillbaka, och atenarna fortsatte ensamma. De grundade det attiska sjöförbundet för att fortsätta striderna. Perserna drevs först ut ur Thrakien, och efter slaget vid Eurymedon även ur Jonien. Kriget förflyttades till Cypern och vidare till Egypten, efter att landet gjort uppror mot perserna. Sparta alarmerades nu av Atens makt och förklarade krig. Aten besegrades slutligen i Egypten, ingick fred med Sparta och slöt Kalliasfreden med Persien. I och med fredsavtalet återlämnades Cypern till Persien, som däremot tvingades ut ur Egeiska havet. Kriget var över, men grekerna och perserna fortsatte att blanda sig i varandras angelägenheter fram till dess att Persien erövrades av Alexander den store.

## Historiska källor
Det som i dag är känt om krigen kommer i stort sett uteslutande från grekiska källor. Herodotos från den akemenidiska staden Halikarnassos, reste i mitten av 400-talet f.Kr. i perserriket och besökte hela det östra medelhavsområdet, från Skytien till Egypten och samlade in information om perserkrigen och andra händelser som han beskriver i verket Ιστοριης Απόδειξη (Historia). Han börjar med kung Kroisos erövring av Jonien och avslutar med Sestos fall år 479 f.Kr.

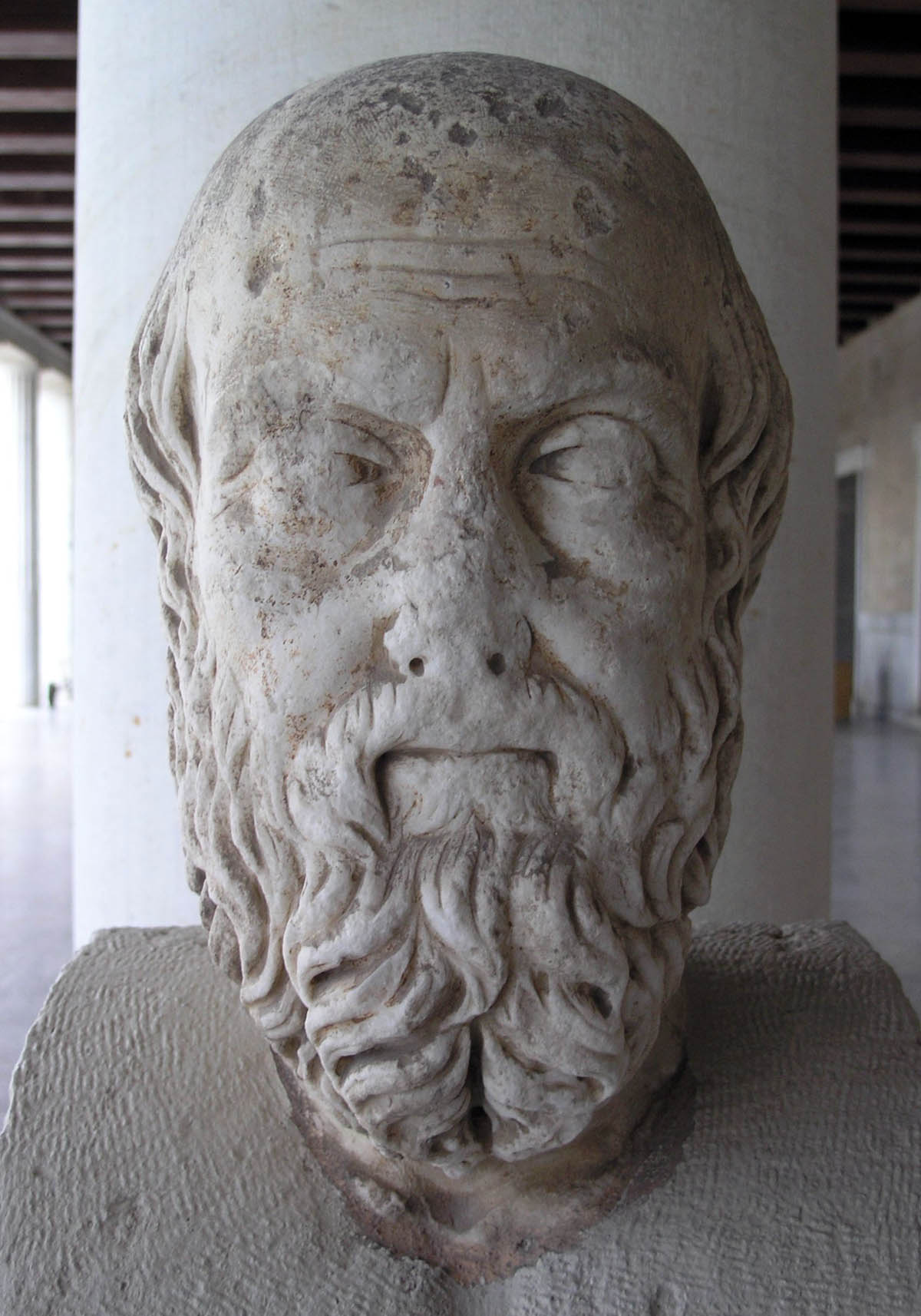
Herodotos är huvudkällan till kunskapen om krigen

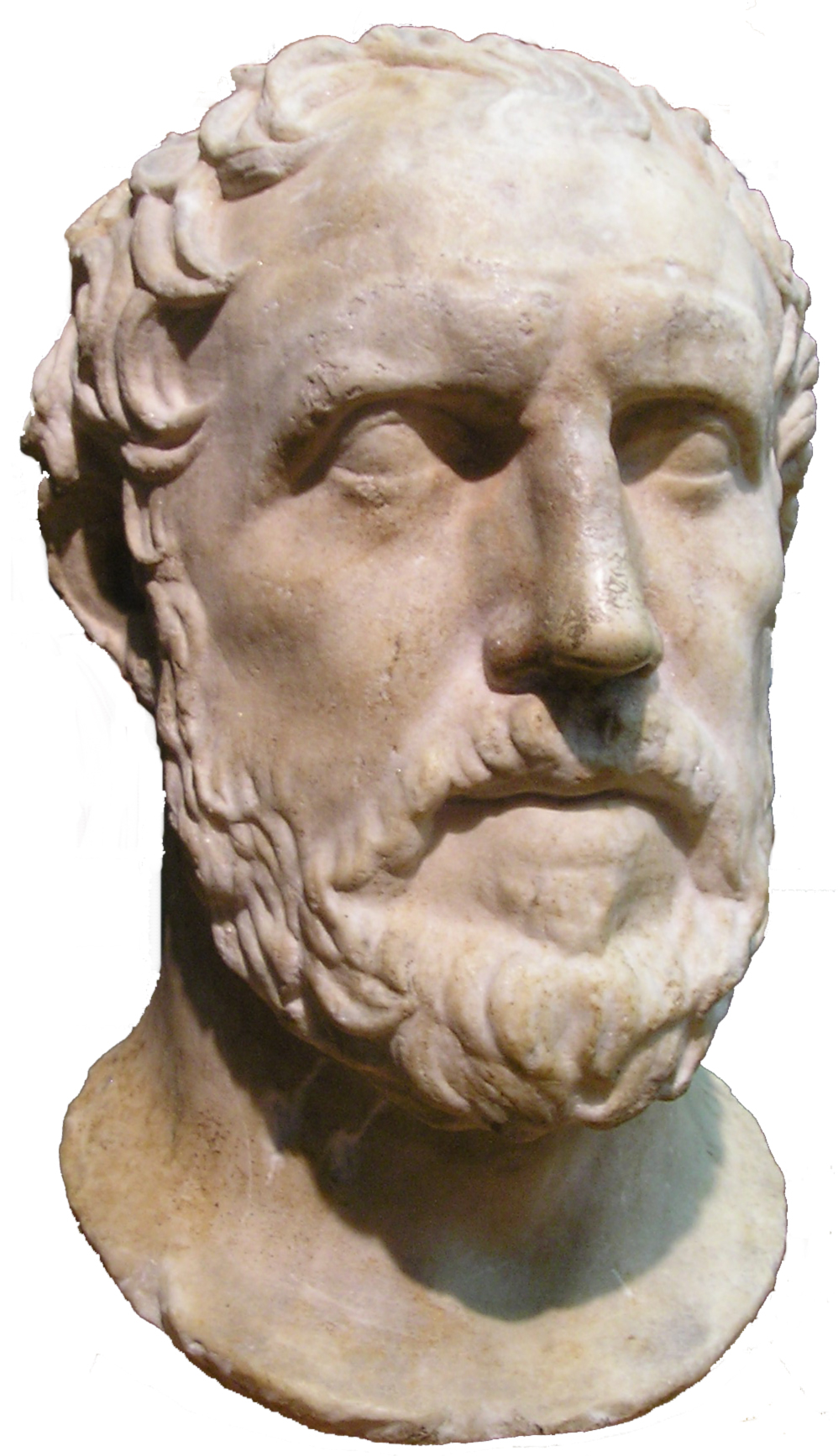
Thukydides fortsätter där Herodotos slutar, men ger oss endast lite information om perserkrigen

Man antar att Herodotos återupprepade det han fick berättat för sig av sina värdar och beskyddare utan att sätta informationen i kritiskt ljus. Av det skälet ger han oss ibland sanningen, medan det andra gånger är sannolikt att han överdriver och ägnar sig åt politisk propaganda. Trots detta ansågs han av antikens författare som mer trovärdig än många av sina föregångare, och därför kallades han av Cicero "historieskrivningens fader".
Thukydides ville skriva ett verk som tar vid där Herodotos slutar, fram till slutet av det peloponnesiska kriget år 404 f.Kr. I motsats till Herodotos, som han ibland hånar, dubbelkontrollerade Thukydides sina källor, och ger därmed en mer tillförlitlig beskrivning i sin bok Ξυγγραφη (Det peloponnesiska kriget, bokstavligen "anteckning"). Tyvärr är hans bok ofullbordad; man antar att han dog innan boken blev klar. Han ger bara en detaljerad beskrivning av de första tjugo åren av det peloponnesiska kriget, och bara en liten del av det som hände dessförinnan. Händelser som är av intresse för den här artikeln beskrivs i bok I, stycke 89 till 118.
På 300-talet f.Kr. skrev Eforos ett historieverk där han beskriver händelserna i perserkrigen. Diodorus Siculus skrev under det första århundradet e.Kr. en historia från tidernas begynnelse, där han också innefattar historien om detta krig.
Det närmaste vi kommer en persisk källa i den grekiska litteraturen är Ktesias, som var Artaxerxes II Mnemons livläkare, och med hjälp av persiska källor skrev en historia över Persien under 300-talet f.Kr. I sina böcker hånar även han Herodotos, och hävdar att hans egna berättelser är tillförlitliga, eftersom de kommer från perserna själva.
Tyvärr har inte de två sistnämnda historikernas verk bevarats i sin helhet. Av det skälet måste historikerna fylla i Herodotos och Thukydides berättelser med senare historiker, som inte skrev fullständiga verk om konflikten, som till exempel Plutarchos från 100-talets Rom.
Av allt att döma betraktade inte perserna sig som besegrade eftersom deras huvudmotiv hade uppnåtts i och med att de hade intagit Aten två gånger som bestraffning för det joniska upproret. På akemenidiska sigill som återger konflikten med grekerna porträtteras i regel de senare som kuvade. Aeschylus och andra grekiska författare överdrev grekernas segrar och hoppades att det akemenidiska riket skulle vittra sönder. För perserriket med dess stora territorium och nästintill outtömliga resurser motsvarade nederlaget i Grekland snarare en mindre tillbakagång i rikets periferi.

## Bakgrund
Lydierna, från de västra delarna av Mindre Asien, var den första utländska nationen som erövrade grekiskt land. Den lydiske kungen Alyattes II gick till krig mot den joniska kuststaden Miletos, något som slutade med ett alliansavtal mellan Miletos och Lydien. Avtalet ledde till att Miletos hade kontroll över interna frågor, men måste följa Lydien i utrikes angelägenheter. Därför skickade de en här för att hjälpa lydiernas kung i hans krig mot mederna. Kroisos efterträdde år 560 f.Kr. sin far Alyattes på den lydiska tronen, och gick till krig mot de andra grekiska stadsstaterna i Mindre Asien. Han erövrade dem och tvingade dem att betala skatt, men lyckades inte utvidga sitt rike till öarna i Egeiska havet.
Persern Kyros gjorde åren 554-553 f.Kr. uppror mot mederna, och efter fyra års krig erövrade han det mediska riket och grundade Perserriket. Kroisos såg detta som en möjlighet att utvidga sitt rike österut, och frågade oraklet i Delfi om han borde gå i krig. Oraklet gav då ett av sina mest berömda svar: "Om Kroisos korsar floden Halys kommer han att ödelägga ett stort imperium." Kroisos insåg inte tvetydigheten i utsagan och marscherade i krig, men besegrades, och Lydiens huvudstad Sardis gick till Kyros. De grekiska stadsstaterna sände då budbärare till Kyros och bad om samma villkor som de hade haft under Kroisos. Kyros nekade dem alla, med undantag för Miletos, och sade att de borde ha frågat honom redan medan utfallet av kriget var ovisst, så som Miletos hade gjort. Kyros erövrade sedan även Assyrien före sin död 530 f.Kr. Han efterträddes av sin son, Kambyses II. Om Kambyses skrev Herodotos: "Joner och eoler ansåg han som trälar, som han ärvt efter sin far. Men mot Egypten företog han ett fälttåg, varvid han tog med sig bland sina övriga undersåtar även de hellener, över vilka han härskade."
Persiska satraper i Mindre Asien installerade tyranner i de flesta av de joniska städerna och tvang grekerna att betala skatt till "konungarnas konung". Fälttåget mot Egypten år 525 f.Kr. var lyckat, då han fick understöd av såväl de cypriotiska städerna och Polykrates av Samos (som båda hade en flotta) som av Fanes av Halikarnassos, ledaren för de grekiska legosoldaterna i Egypten. Erövringen av Egypten ökade dock missnöjet med perserna på grund av den minskning i handel den innebar, eftersom fenicierna, som tidigare frivilligt hade slutit sig till perserriket, tog delar av marknaden. Vidare föll år 510 f.Kr. den grekiska kolonin Sybaris i södra Italien, något som stängde de västliga marknaderna för de joniska staterna och gjorde läget än mer trängt för dem.
Samtidigt erövrade Dareios den store, Kambyses efterträdare, Libyen och en del av Indien, och skapade därmed ett enormt imperium. Dareios beordrade år 513 f.Kr. ett fälttåg in i Balkan, och erövrade Thrakien och Makedonien. Den makedonske kungen Amyntas I blev en allierad till Dareios, och måste betala skatt. Dareios styrkor korsade även Donau och gick in i Skytien för att visa sin styrka. I detta fälttåg tvingades Miltiades, som var befälhavare för de atenska styrkorna på den thrakiska halvön, att följa perserna. Medan Dareios var på andra sidan Donau föreslog han för de andra grekerna att de skulle bränna broarna och fånga Dareios på andra sidan, men denna plan sattes aldrig i verket.

### Det joniska upproret
Huvudartikel: Joniska upproret
Det joniska upproret bröt ut på den grekiska ön Naxos år 499 f.Kr., med hjälp av tyrannen Aristagoras i Miletos. En styrka på 200 triremer med joniskt manskap som Artafernes, satrapen i Sardis, hade sänt till Naxos under Aristagoras kommando för att där avlägsna demokraterna och återinföra oligarkin, misslyckades med detta. Aristagoras befann sig då i en svår sits, och bytte sida. Han eggade milesierna till uppror, och de joniska städerna störtade tyrannerna som perserna hade installerat, slöt ett förbund och bad om hjälp från de andra grekerna. Aten sände tjugo skepp och Eretria fem, vilka slöt sig till den joniska flottan, hjälpte till att sprida upproret längs kusten och till Cypern, och besegrade den feniciska flottan i Pamfylien. Upproret hade emellertid inga större politiska mål och saknade samlande ledarskap, och med undantag för Karien gjorde inga icke-greker uppror. År 498 f.Kr. erövrade och brände grekerna Sardis, något som perserna svarade på med invasion.
Perserna satte samman tre arméer och mobiliserade sin flotta. En armé skickades till Cypern. Flottan som understödde den besegrades av den joniska flottan, men armén lyckades kuva Cypern. Den andra armén sändes till Propontis, där den tvingade de upproriska städerna att ge upp. Den tredje armén drog först till Karien, och efter en rad slag förhandlades Kariens kapitulation fram. Efter detta blev Jonien isolerat. Alla de tre persiska arméerna samlades nu i Jonien, tillsammans med en ny flotta. Inledningsvis var de ur stånd att besegra den joniska flottan till sjöss, men de persiska arméerna lyckades förvägra jonernas flotta trygga hamnar, vilket gjorde att de inte kunde reparera skador eller fylla på sina förråd. Den grekiska flottan besegrades till slut i slaget vid Lade år 494 f.Kr., och de joniska städerna plundrades, men fick efteråt införa demokratiska styren.

## Dareios invasion

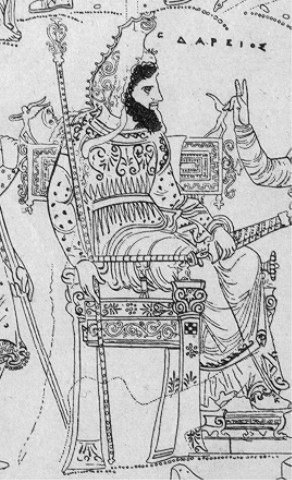
Dareios I

Karta över den persiska offensiven i perserkrigen.

De sista resterna av upproret slogs före 493 f.Kr. ned av den persiska flottan, som bestod av skepp från Egypten och Fenicien. Upproret sågs som en möjlighet att utvidga imperiets gränser till öarna i östra Egeiska havet, av vilka många tidigare inte hade stått under persiskt välde, och till Propontis. Medan den joniska staden Miletos plundrades, dess tempel raserades och befolkningen gjordes till slavar eller flyttades till andra platser, fann de övriga joniska städerna att perserna var överraskande milda i upprorets efterdyningar. Dareios tog direkt kontroll över de nya bosättningarna i regionen genom sin svärson Mardonios. Det platta skattesystemet byttes ut mot en progressiv skatt baserad på varje stads jordegendomar. Demokratier etablerades i några, kanske alla, av de joniska stadsstaterna, fångar fick återvända till sina hemstäder och Dareios uppmuntrade aktivt den persiska adeln i området att delta i grekiska religiösa seder, särskilt de som hade med Apollon att göra. Skrifter från denna period tyder på att den persiska och grekiska adeln började gifta sig sinsemellan, och barnen till den persiska adeln fick ofta grekiska namn i stället för persiska. Dareios försoningspolitik användes som ett slags propagandakampanj mot fastlandsgrekerna, så när Dareios år 491 f.Kr. skickade sina sändebud genom Grekland och krävde underkastelse, accepterade inledningsvis de flesta stadsstaterna erbjudandet.

### Mardonios fälttåg
Våren 492 f.Kr. samlades en expeditionsstyrka ledd av Mardonios i Kilikien. Flottan drog upp längs Egeiska havets kust, avlägsnade tyrannerna i de joniska städerna, erövrade Thasos och nådde Akanthos, landtungan på halvön Athos. Hären korsade Hellesponten, Thrakien och Makedonien och lade under sig alla folk på vägen. Thrakien omorganiserades under en satrap, och Makedonien reducerades till en allierad lydstat. Mardonios flotta förliste dock i ett oväder vid berget Athos. Enligt Herodotos miste Mardonios 300 skepp och 20 000 män, och gav då order om att vända hem. Brygerna, en lokal thrakisk stam, stod för det hårdaste motståndet. De lyckades till och med såra Mardonios i en nattlig räd, men till sist blev de kuvade av de tillbakavändande styrkorna.
Om detta fälttåg bör räknas som ett försök till invasion av det egentliga Grekland är omtvistat.[källa behövs]Enligt Herodotos var avsikten att underkuva så många grekiska städer som möjligt. Men eftersom både Thrakien och Makedonien hade blivit fullständigt avskurna av det joniska upproret var en återerövring av dessa områden nödvändig, med eller utan ett vidare fälttåg i Grekland. Den verkliga avsikten bakom fälttåget blir förmodligen aldrig känt, men resultatet av det blev att den persiska makten var tillbaka på Balkan. Sedan gränserna till dagens grekiska republik korsades har fälttåget tagits med i alla grekiska historieböcker.

### Datis och Artafernes fälttåg
Huvudartikel: Slaget vid Marathon

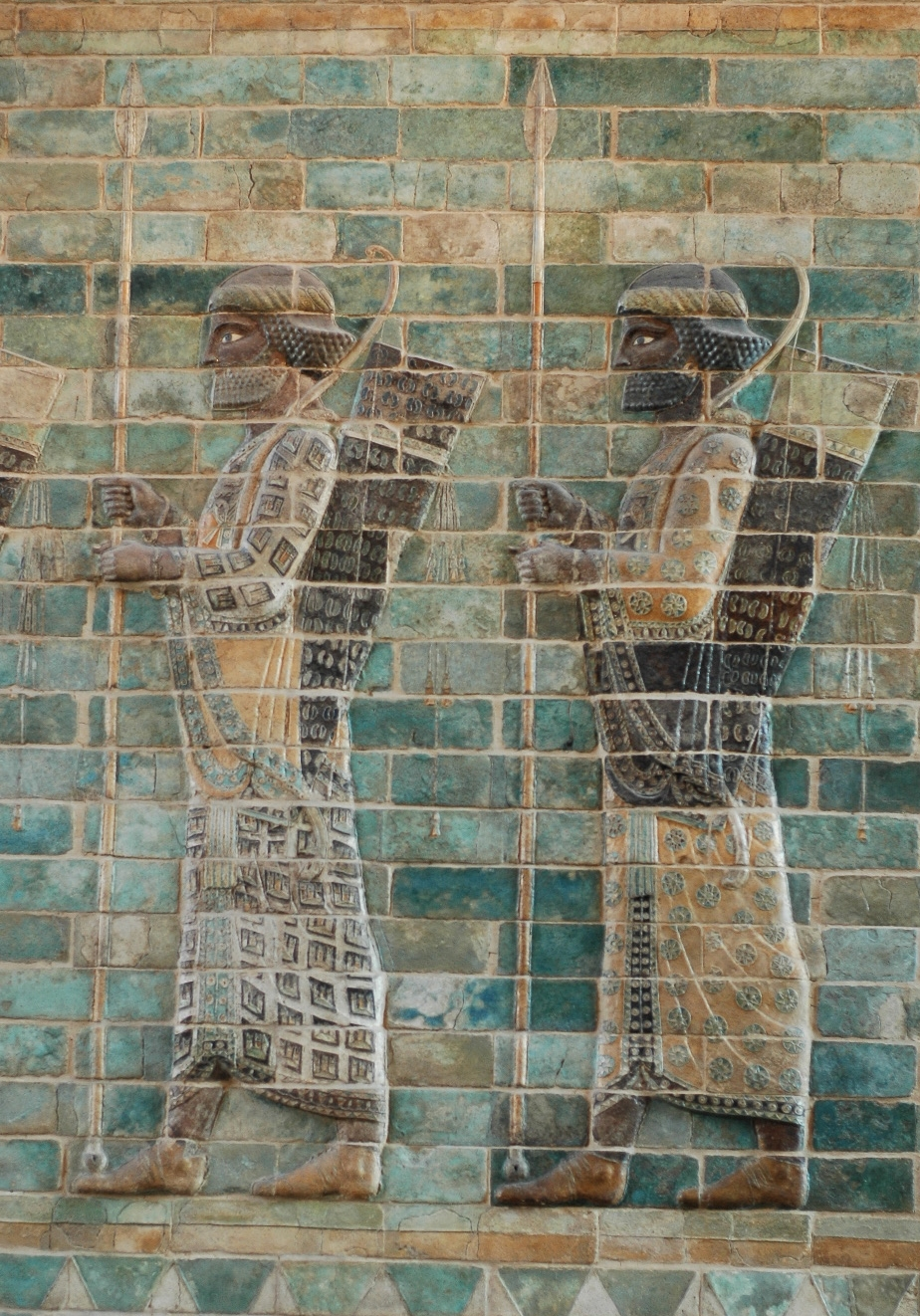
Soldater med lans, cirka 510 f.Kr., Louvren

År 490 f.Kr. samlade Datis och Artafernes d.y. en ny persisk här i Kilikien, med avsikt att gå mot Attika och Eretria för att straffa dem för deras stöd till jonerna. Herodotos säger att deras flotta bestod av 600 triremer, men säger inte hur många transportfartyg som deltog. Han nämner inte heller antalet perser eller greker i landstyrkorna. Bland andra antika källor skriver Simonides från Keos, som i likhet med Herodotos var nästan samtida med krigen, att fälttåget bestod av 200 000 man. Senare författare ger andra tal; Cornelius Nepos anger 200 000 infanterister och 10 000 kavallerister. Plutarchos och Pausanias uppger, oberoende av varandra, antalet 300 000 medan Platon och Lysias hävdar 500 000.

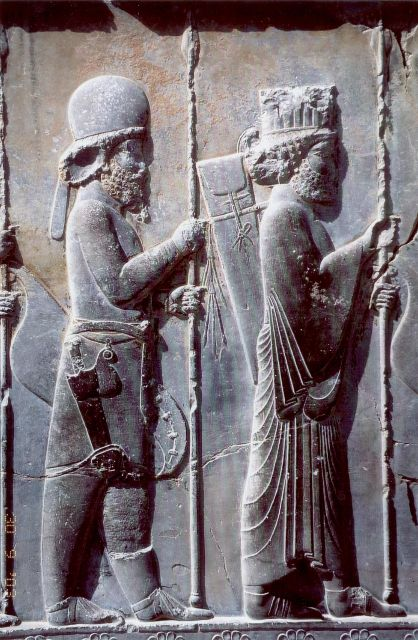
Persiska soldater. Relief i Persepolis.

Den persiska styrkan seglade från Samos till Naxos, där invånarna flydde till bergen. Perserna spred sig över Kykladerna, där befolkningen kapitulerade och övergav sig till den persiska kungen. Därefter drog perserna vidare och belägrade Eretria, där invånarna efter bara sex dagar gav upp. Staden blev därefter jämnad med marken, och tempel och helgedomar plundrades. Herodotos hävdar att merparten av befolkningen togs till fånga och förslavades, men Eretria sände sju skepp till slaget vid Salamis tio år senare, så en betydande del av befolkningen måste ha överlevt och återuppbyggt staden.
Den persiska flottan hade med sig Hippias, son till den tidigare tyrannen i Aten, Peisistratos, kanske i hopp om att etablera en pro-persisk tyranni i Aten. De flesta antika författare är eniga om att det var på Hippias råd som hären landsteg i Attika, nära staden Marathon. Feidippides, en professionell budbärare, sändes till Sparta efter hjälp, men en festival (Karneia) hindrade spartanerna från att lämna staden. Platon nämner ett helotuppror som en alternativ förklaring. Till slut var Plataiai, som hade ingått en allians med Aten i slutet på 500-talet f.Kr., den enda allierade atenarna hade i slaget vid Marathon.
Aten och Plataiai lyckades slå perserna i slaget. Enligt legenden lär man efter slaget ha sänt en budbärare tillbaka till staden för att berätta för invånarna att atenarna hade segrat och att de skulle stå emot perserna. Han sprang antagligen den nordliga rutten om 32 km snarare än den sydliga på 40,8 km,[källa behövs] ropade Νενικήκαμεν! ("Vi har segrat!"), kollapsade och dog. Herodotos berättar inte om detta, och berättelsen dök inte upp förrän hos Plutarchos (46-127 e.Kr.), som ger honom namnet Thersipos eller Eukles. Lukianos ger honom namnet Filippides. Legenden är inspirationen till dagens maratonlopp.
De persiska befälhavarna hoppades efter slaget i stället kunna inta Aten utan motstånd, så de seglade med sin flotta runt Kap Sunion och försökte landstiga vid Faleron. De atenska ledarna förutsåg emellertid det draget, och när perserna ankom till Faleron möttes de av en atensk här. Efter detta seglade perserna besegrade tillbaka till Asien.

### Betydelsen av slaget vid Marathon

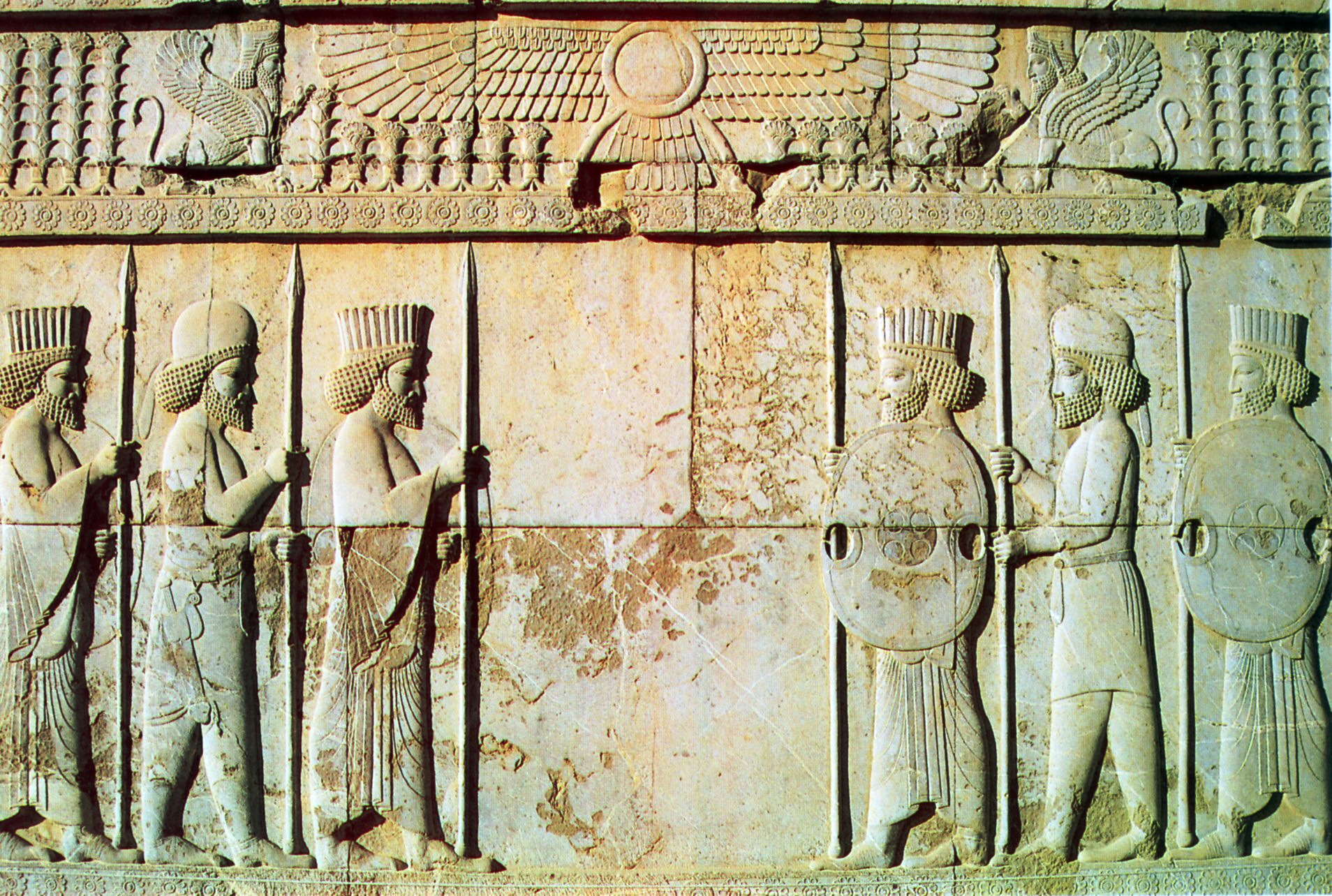
Apadana Hall, Persiska och mediska soldater

Följderna av slaget vid Marathon var dramatiska för båda parter i konflikten. Atenarna hade visat sina krigsegenskaper mot de persiska styrkorna, som om vi ska tro Herodotos var tämligen stora. Grekerna såg att de kunde stå emot den överväldigande persiska hären, och strax efter Marathon avsade sig ett flertal av de grekiska stadsstaterna banden till Persien och gick över på atenarnas och spartanernas sida.
Det viktigaste var troligen den effekt slaget hade på perserna. Marathon var deras första nederlag i strid sedan Kyros den stores dagar, nästan två generationer tidigare. Medan det joniska upproret, persernas dåliga prestationer till havs och nedbrännandet av Sardis utgjorde omedelbara hot mot persernas besittningar i området, signalerade Marathon ett hot mot hela den västliga delen av riket.
Perserna hade inte lyckats besegra jonerna på havet, men de hade kunnat upprätthålla makten på grund av sin överlägsna styrka till lands. Nu när även den hade visat svagheter hade perserna visat sig sårbara både till lands och till havs, mot den relativt lilla stadsstaten Aten.

## De följande tio åren i Grekland
Den politiska situationen i Grekland förändrades inte nämnvärt under de tio år som följde på segern vid Marathon. Alexander I av Makedonien, Amyntas son, antas ha förklarat sig oavhängig från Persien, och deltog i de olympiska spelen. Leonidas I tog en av de två tronerna i Sparta.
Miltiades övertalade atenarna att föra ett fälttåg till Kykladerna för att säkra sina gränser. Fälttåget misslyckades, och Miltiades fördes sårad tillbaka. Han ställdes inför rätta för förräderi, befanns skyldig och dömdes till döden. Domen omvandlades till böter, men Miltiades hann dö av sitt sår, och fick en ärofylld begravning. Ostracism utövades för första gången år 488 f.Kr., vilket ledde till att politiker som förespråkade underkastelse inför perserna sändes i exil. Därmed bildades ett nytt politiskt ledarskap i Aten, med Themistokles som ledare för det demokratiska partiet och Aristeides som ledare för det aristokratiska. Vid denna tid gick Aten även i krig mot Egina. Den eginska flottans skicklighet i att utan motstånd lyckas gå i land och göra räder var som helst i Attika ledde till offentlig frustration bland atenarna. Themistokles använde denna frustration till att övertyga medborgarna om att använda vinsten från silvergruvorna i Lavrion till att bygga en flotta som han tänkte använda mot eginerna. Larm slogs i Grekland efter att de persiska förberedelserna för en ny invasion hade kommit långt på vägen, med byggandet av broar vid Hellesponten och en kanal vid Athos.
Ett antal grekiska stadsstater sympatiserade med perserna, inklusive Argos, som hade lovat att kapitulera när perserna nådde dess gränser. Aleuad-ätten som härskade i Larissa i Thessalien såg invasionen som en möjlighet att utvidga sin makt. Thebe var villigt att gå över på persisk sida när Xerxes här nådde deras gränser, något som skedde strax efter slaget vid Thermopyle, även om Herodotos antyder att det vid Thermopyle redan var välkänt att Thebe hade kapitulerat.
Sparta och Aten sammankallade hösten 481 f.Kr. en kongress i Poseidontemplet på Korintiska näset. Alla grekiska stadsstater som vid denna tidpunkt inte hade fallit för perserna kallades, med undantag av Massalia, dess kolonier och Kyrene. Man argumenterade för en allmän försoning. Aten och Egina slöt officiellt fred. Budbärare sändes ut till de städer som inte hade skickat representanter. Kolonierna på Sicilien och i södra Italien tillkallades, men ska ha vägrat eftersom Syrakusas kung Gelon inte fick befälet, en rättighet som spartanerna vägrade ge ifrån sig. Diodorus rapporterar dessutom att perserna och Karthago hade undertecknat ett avtal om att koordinera invasioner, något som höll de betydande sicilianska och italienska förstärkningarna i schack. Den enda hjälp grekerna fick var ett skepp från Kroton, som kämpade i slaget vid Salamis. Argos och Kreta skickade inga representanter, och oraklet i Delfi deltog inte. Det fortsatte, som det hade gjort sedan århundradets början, att ge orakelsvar om att floderna av perser skulle dränka Grekland. Korkyra lovade att hjälpa till, men drog sedan tillbaka sitt erbjudande. De placerade i stället en flotta utanför Peloponnesos som bara övervakade situationen. I stort bestod alliansen blott av de peloponnesiska stadsstaterna, Euboia och Attika.

## Xerxes invasion

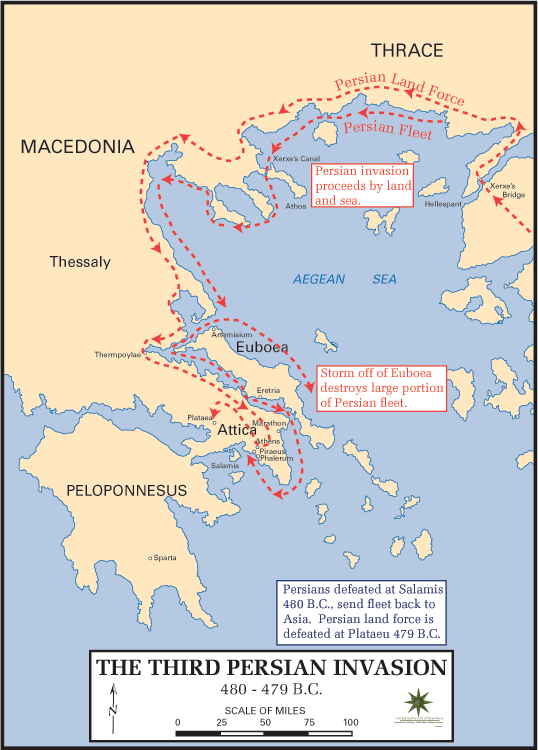
Den tredje persiska invasionen

### Förberedelser och storleken på den persiska hären
Omedelbart efter att Datis återvänt från sin expedition började Dareios förbereda en ny invasion av Grekland i full skala. Det fjärde året efter slaget vid Marathon gjorde dock Babylonien och Egypten uppror mot det persiska styret, vilket försenade förberedelserna. Dareios dog år 486 f.Kr. och efterlämnade imperiet och kriget mot grekerna till sin son och efterträdare Xerxes I. Xerxes samlade en massiv expeditionsstyrka efter omkring fyra års förberedelser. Herodotos nämner vid namn 46 nationer som styrkorna hämtades från. Fälttåget försenades med ett år på grund av ytterligare ett uppror i Egypten och Babylonien. Den persiska hären samlades i Mindre Asien sommaren och hösten 481 f.Kr. De östliga satrapernas här samlades i Kritala i Kappadokien och leddes av Xerxes till Sardis, där den tillbringade vintern. Tidigt på våren marscherade den till Abydos, där den slöt sig till de västliga satrapernas här. Antalet mannar i Xerxes armé har varit föremål för ändlösa diskussioner. Herodotos anger följande antal för invasionsstyrkan:
| Flottmanskap:       | 517 610   |
| Infanteri:          | 1 700 000 |
| Kavalleri:          | 80 000    |
| Araber och libyer:  | 20 000    |
| Grekiska allierade: | 324 000   |
| Totalt:             | 2 641 610 |

Det här antalet måste minst dubbleras om man räknar med stödtrupper, och därför rapporterar Herodotos att hela styrkan bestod av 5 283 220 män. Andra antika källor ger andra siffror. Poeten Simonides från Keos, som var nästan samtida, talar om fyra miljoner. Ktesias, som var Artaxerxes II:s livläkare, skrev efter persiska källor en historia över Persien som dessvärre inte har bevarats. Genom hänvisningar till honom i andra källor vet vi att han ansåg att antalet var 800 000 då den ursprungliga hären samlades i Doriskos. Moderna forskare har föreslagit olika siffror, uppskattningar som baseras på kunskap om det persiska militära systemet, deras logistiska färdigheter, den grekiska landsbygden och vilka förnödenheter som fanns att tillgå längs härens färdväg, i synnerhet vatten.
En skola förkastar de antal som anges i antika texter som överdrifter från de segrandes sida. Baserat på analyser av härens tillgängliga resurser i antik tid var den persiska styrkan på mellan 60 000 och 120 000 stridande, med ett följe av icke-stridande som var större än vanligt på grund av den persiske kungens och adelns närvaro. Den övre gränsen anses vara totalt 250 000 man. Huvudskälen till att de flesta sätter gränsen här är bristen på vatten. Sir Fredrick Maurice, en brittisk general under det första världskriget, var bland dem som hävdade att hären inte kunde ha varit större än 175 000 på grund av vattenbrist.
En av de ledande historikerna om akemenidernas Iran, Muhammad Dandamaev, anser att de uppgifter som anges i de antika källorna är starkt överdrivna. Han pekar på det faktum att det skulle ha varit omöjligt för Xerxes att leda en så stor armé i Grekland och förse den med mat och andra förnödenheter. Dandamaevs ståndpunkt har även framförts av A.R. Burn i boken Persia and the Greeks som påpekar att huvudparten av den persiska armén var stationerad i de akemenidiska kärnprovinserna och att den grekiska flottan var större och bättre utrustad än den persiska i slaget vid Salamis och slaget vid Plataiai.
En annan skola hävdar att de antika källorna ger ett realistiskt antal. Enligt texterna ställde grekerna i slutet av slaget vid Plataiai upp 110 000 (Herodotos) eller 100 000 (Pompejus) män. I det slaget mötte de enligt Herodotos 300 000 perser och 50 000 grekiska allierade. Detta ger ett tre-till-ett-förhållande för de två härarna, som enligt denna skola är realistiskt.[källa behövs]

### Persisk förflyttning fram till Therme
Xerxes hade beordrat byggandet av två broar av egyptiska och feniciska båtar i Hellesponten, men de förstördes i en storm. Därför byggdes två nya broar, en av 314 triremer, den andra av 360. En av broarna användes av fotsoldater, den andra av kavalleriet, och det tog hären sju dagar och sju nätter att korsa dem. Fem större matdepåer hade satts upp på vägen, vid Lefki Atki på den thrakiska sidan av Hellesponten, vid Tyrozis vid insjön Bistonis, vid Doriskos där den asiatiska hären slöt sig till sina allierade från Balkan, vid Eion och vid Therme, dagens Thessaloniki. Dit hade man i flera år sänt mat från Asien för att förbereda fälttåget. Djur hade förts dit och utfodrats, medan lokalbefolkningen beordrats att i flera månader mala säd till mjöl.
Det tog den persiska hären tre och en halv månad att utan motstånd resa från Hellesponten till Therme, en resa på omkring sextio mil. Den största förseningen berodde på omorganiseringen av styrkorna vid Doriskos, då taktiska enheter ersatte de nationella formationer som hade använts under marschen.

### Från Therme till Megara
Huvudartiklar: Slaget vid Thermopyle och Slaget vid Salamis
Medan Xerxes ännu var i Abydos sändes en styrka på 10 000 atenare och spartaner, ledda av Euenetes och Themistokles, till det trånga passet i Tempedalen mellan Thessalien och Makedonien, efter att ha tillkallats av thessaliska medborgare som ogillade aleuaderna. Styrkan anlände med skepp till Fthiotis, och därifrån över land. Där blockerade de passet, och några få thessaliska ryttare anslöt sig till styrkan. Alexander I av Makedonien varnade de allierade styrkorna att Xerxes hade för avsikt att passera genom ett annat pass, Sarantoporo, och därför drog de tillbaka samma väg som de kom. Hela Thessalien, liksom många städer norr om Thermopyle, avföll till perserna när de såg att hjälpen inte skulle komma. Det tog Xerxes 13 dagar från Therme till Thermopyle.
Vid Thermopyle samlades en styrka ledd av kung Leonidas I av Sparta, som bara hade med sig 300 hippeis (bokstavligen "ryttare", trots att de kämpade till fots), som utgjorde den kungliga livvakten. Det totala antalet grekiska soldater uppgick till 6500 varav 4000 kom från Peloponnesos.
Hans general Artapanos med 10 000 man utkämpade en träffning med Leonidas, den spartanske generalen, vid Thermopyle. Den persiska horden blev skuren i stycken, medan bara två eller tre av spartanerna dräptes. Kungen beordrade då ett angrepp med 20 000, men dessa besegrades, och även när de kämpade sig igenom blev de åter omringade. Dagen efter beordrade han ett angrepp med 50 000, men utan framgång, och avbröt därför operationerna. (Ktesias)
På den tredje dagen avslöjade en grekisk förrädare vid namn Efialtes för perserna att det fanns en bergsväg som ledde till en plats bakom de grekiska positionerna. Leonidas och de 300 spartanerna samt Demofilos och hans kontingent av thespianer bevisade sitt mod genom att försena den persiska framryckningen länge nog för att låta resten av hären komma undan och ge det övriga Grekland en chans att förbereda sig.

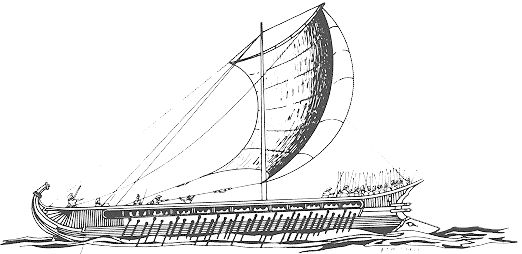
Grekisk trirem

Under tiden angrep en grekisk flottstyrka om 271 triremer den persiska flottan utanför Artemision, medan en flotta om 75 triremer skulle förhindra en persisk omringning vid Chalkis. Perserna hade sänt ut en stark kontingent för att omringa den grekiska flottan, men den hamnade i en storm utanför Euboia och skadades. Herodotos gör en direkt parallell mellan slagen vid Thermopyle och Artemision, och placerar dem till och med på samma dag. Artemision var inte en "kamp till döden" på samma sätt som Thermopyle, men Herodotos berättar att omkring hälften av den atenska flottan förstördes eller skadades i en sådan grad att skeppen inte kunde repareras, och att den allierade flottan led andra förluster. Samtidigt hade den lilla grekiska flottan tillfogat stora skador på den större och mäktigare persiska flottan, som var fångad i ett trångt sund och inte kunde manövrera, precis som senare skulle ske vid Salamis. Vidare erövrades 15 persiska skepp när de av misstag för tidigt seglade rakt in i de grekiska linjerna. Då nyheten om tillbakadragandet från Thermopyle kom lämnade den grekiska flottan i lönndom sina positioner.
Aten evakuerades då Xerxes var på väg, och den grekiska flottan drog sig tillbaka till Salamis för att hjälpa till med att överföra Attikas befolkning till ön. Aten intogs och brändes ner av Xerxes. Medan peloponneserna föreslog en försvarslinje vid Isthmos, mötte i stället Themistokles den persiska flottan i slaget vid Salamis och förstörde många av deras skepp. Före slaget hade Xerxes satt upp en tron på Salamis så att han skulle kunna se sin stora seger över den lilla grekiska flottan. Men den smala bukten gav litet manöverutrymme åt hans tunga triremer, och gav de lättare grekiska skeppen möjlighet att runda dem och förstöra dem. Efter nederlaget drog sig Xerxes och hans flotta tillbaka till Asien, där ett allvarligt uppror hade brutit ut i Babylon. Mardonios och hans armé lämnades kvar i Thessalien över vintern.

### Slutet på fälttåget
Huvudartikel: Slaget vid Plataiai
Den efterföljande våren (479 f.Kr.) erbjöd Mardonios två gånger Aten en separat fred, något som atenarna avslog. Manövrer i Boiotien, särskilt med kavalleri, som ständigt plågade de 38 000 atenska och peloponnesiska hopliterna, mynnade ut i slaget vid Plataiai. Grekerna varnades kvällen före anfallet av Alexander av Makedonien. Spartanerna och tegeaterna anföll huvudarmén, medan de flesta av persernas grekiska allierade flydde och lämnade slaget, undantaget thebanerna, som angrep atenarna. Mardonios dödades och hans armé skingrades. Resterna av den persiska armén lämnade Grekland, men huvuddelen lyckades aldrig ta sig till Asien på grund av bakhåll från Alexanders styrkor vid en biflod till Strymon.
Samma dag som slaget vid Plataiai omringade en grekisk flotta, ledd av den spartanske kungen Leotychidas, resterna av den persiska flottan i slaget vid Mykale. De ryckte sedan fram mot Hellesponten i avsikt att förstöra broarna, men då dessa redan hade förstörts drog spartanerna hemåt igen. När jonerna bad om mer assistans föreslog spartanerna att de skulle migrera till de städer på den grekiska halvön som hade stött perserna. Atenarna under Xanthippos fortsatte i stället fälttåget på egen hand och belägrade Sestos, tills staden föll några månader senare. Här slutar Herodotos bok.

## Grekiskt motangrepp

### Makedoniens uppgång

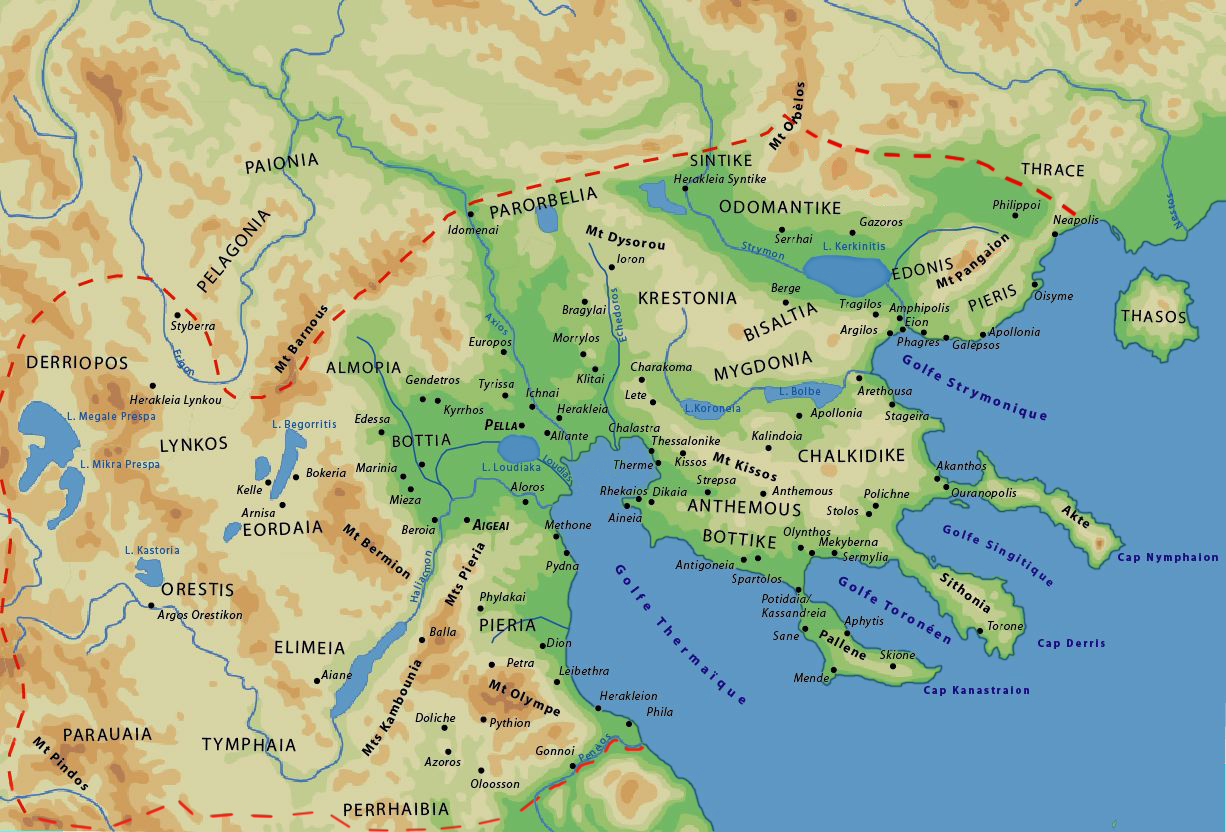
Kungariket Makedonien på 300-talet f.Kr.

På Alexander I:s tid omfattade Makedonien inte mycket av landet öster om floden Strymon och Chalkidike-halvön. Uppmuntrad av den grekiska framgången vid Plataiai och sin seger över perserna vid Strymon utvidgade Alexander sitt rike till att även omfatta de övriga grekiska stammarna som bodde öster om berget Pindos. Han grundade tre städer för att utvidga det grekiska inflytandet i sitt nyerövrade land, och lyckades senare utvidga riket öster om Strymon, där han fick kontroll över en del av berget Pangaion och dess berömda guldgruvor. Därmed skapade han den största individuella grekiska staten med hänsyn till yta, befolkning och inkomst. Men trots dess potential behöll Makedonien en splittrad och feudalistisk styrelseform, där kungen hade liten central auktoritet och var beroende av aristokratins kombinerade styrkor. Först på 300-talet f.Kr., då stadsstaterna i söder var på allmän nedgång, skulle Filip II av Makedonien, en kung med goda politiska egenskaper, förena den makedonska aristokratin i en fast, centraliserad monarki, utvidga kungadömet utanför dess gränser och lyfta det till en viktig position.

### De sista gemensamma operationerna i Bysantion
Uppmuntrade av Xerxes nederlag gjorde grekerna i Asien och på öarna återigen uppror. År 478 f.Kr. seglade en flotta under Pausanias, bestående av 20 peloponnesiska och 30 atenska skepp, till Cypern, där de befriade de grekiska städerna. De lyckades dock i sina belägringar av de feniciska städerna, varför Cypern förblev en bas för den persiska flottan. Den grekiska flottan seglade då till Bysantion. Det var mycket viktigt för Aten att kontrollera Hellesponten och Bosporen, eftersom Aten under hela den klassiska tiden bara producerade 40 % av den mat som dess befolkning krävde. Resten importerades från de grekiska kolonierna kring Svarta havet.[källa behövs]

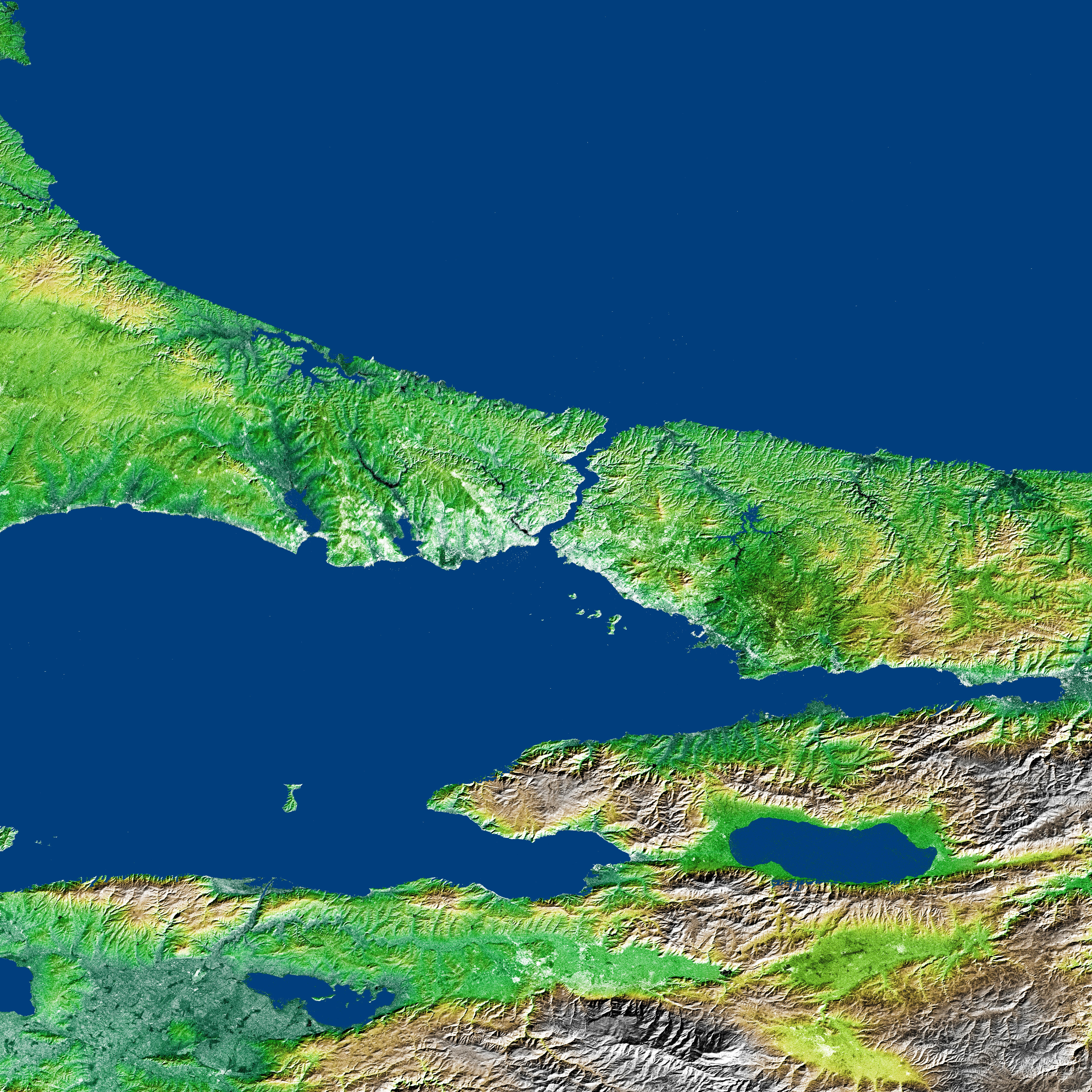
Bysantion sett från rymden (nuvarande Istanbul och Bosporen).

Staden Bysantion föll utan belägring. Många perser, inklusive adeln, togs till fånga av de grekiska styrkorna. Pausanias, som var av den spartanska kungaätten agiaderna, blev så imponerad av det nya levnadssätt som han blev vittne till att han själv adopterade det. Han började bära persiska kläder och hålla banketter i persisk stil, och vanärade även de joniska delegaterna. Hans persiska uppförande upprörde både jonerna och peloponneserna, och Pausanias kallades tillbaka till Sparta, där han anklagades för att ha konspirerat med den persiske storkungen för att bli tyrann över Grekland. Han anklagades också för att i hemlighet ha kommunicerat med kungen och anhållit om att få gifta sig med dennes dotter. Han förklarades skyldig till anklagelserna och befanns även skyldig till att ha vanärat individer i deras privata affärer, och dömdes till att aldrig mer få leda fälttåg utanför Sparta. Otåligt tog han ett krigsskepp från Hermion och reste tillbaka till Bysantion. Där var han inte längre välkommen, och korsade i stället Propontis till landskapet Troas, där han stannade. Vad han gjorde där var okänt.
Pausanias kallades tillbaka till Sparta av en specialdelegation, och anklagades åter för att konspirera med perserkungen, och för att ha planerat en helotrevolution. På väg tillbaka, när han var innanför den spartanska statens gränser, såg han det valda rådet om fem som härskade över Sparta närma sig, och en av dem signalerade till honom att han var förlorad. Han sökte då skydd i Athenatemplet i närheten, där han dog av svält flera dagar senare. Några moderna historiker hävdar att detta bara var en fabrikation från hans politiska fiender i Sparta, något som de baserar på att han aldrig fördömdes, och om han hade varit i förbund med perserna hade han sökt tillflykt hos dem och aldrig återvänt.
Under tiden sände spartanerna år 477 f.Kr. generalen Dorkis till Bysantion med en liten styrka. Jonerna bad dem avlägsna sig, då de ännu hade Pausanias vanärande av dem i färskt minne. Spartanerna, som inte längre önskade fortsätta kampen mot perserna, drog sig lättade tillbaka. Aten fyllde gladeligen vakuumet och bildade den första atenska alliansen, känt som det attiska sjöförbundet.

### Upprättandet av det attiska sjöförbundet
Huvudartikel: Attiska sjöförbundet

Aten och dess allierade 431 f.Kr.

Aristeides, som var ledare för atenarna, gjorde med sin karaktär ett gott intryck på jonerna. Eftersom atenarna också var joner, litade jonerna mer på dem än på de doriska spartanerna. En kongress sammankallades på den heliga ön Delos, där alliansen bildades. Medlemmarna fick välja mellan att erbjuda väpnade styrkor eller att betala skatt till en gemensam kassa. De flesta städerna valde att betala skatt. Aristeides ägnade resten av sitt liv åt alliansfrågor och dog enligt Plutarchos några få år senare i Pontos, där han försökte avgöra hur hög de olika medlemmarnas skatt skulle bli.
Themistokles blev politiskt marginaliserad då ledarskapet i det aristokratiska partiet gick från Aristeides till Kimon, Miltiades son. Themistokles anklagades till sist för att ha konspirerat med Pausanias mot Grekland och sändes i exil. Efter en lång resa vände han sig till perserna, och i gammal persisk tradition av att ge skydd åt prominenta grekiska politiker fick han tre städer i Mindre Asien att härska över. Han dog där några år senare.

### Atens strider i östra Medelhavet och Grekland
Källorna blir efter detta färre, men Kimon besegrade en persisk armé och flotta omkring 467 f.Kr., nära floden Eurymedon i Mindre Asien. Efter slaget vid Eurymedon var Aten upptaget med operationer mot de persiska styrkorna på Cypern. Egypten gjorde återigen uppror mot Persien, och deras kung Inaros bad år 460 f.Kr. Aten om hjälp. Aten ställde gladeligen upp, eftersom de länge önskat kolonisera Egypten. Perserna samlade en styrka på 400 000 man (enligt Ktesias och Diodorus) för att slå ner revolutionen. Aten sände 200 triremer som deltog i ett fälttåg på Cypern till stöd för upproret i Egypten. Ett slag ägde rum på Papremis på Nilens västra strand. Enligt Diodorus, som är vår enda källa till det atenska deltagandet i slaget, besegrade återigen den atenska falangerna de antalsmässigt överlägsna, men individuellt underlägsna, persiska bågskyttarna. Egyptierna och libyerna, som tidigare dragit sig tillbaka på resten av fronten, följde det brott i de persiska leden som atenarna skapat, och vann slaget. Den persiska flottan drog sig tillbaka till Memfis. Där stod ett sjöslag där 40 atenska skepp under Charitimedes och 15 samiska skepp (av de 200 som hade kommit) sänkte 30 och erövrade 20 persiska skepp, enligt Ktesias.
Aten var också upptaget med krig på den grekiska halvön. Medan helotrevolutionen var i sin sista fas och Kimon var i Aten reste sig Argos mot Sparta. Den lilla styrka som utsändes för att kuva upproret besegrades av en gemensam styrka från Aten och Argos i Oenoe år 460 f.Kr. De allierade från Plataiai fann sig således 19 år senare stå mot varandra på slagfältet. Flera slag följde, varav det viktigaste stod i Tanagra. Aten använde denna osäkra tid kring Egeiska havet som ursäkt för att flytta det attiska sjöförbundets gemensamma kassa och alliansens säte från Delos till Aten cirka 454-453 f.Kr. Kriget i Grekland tog slut 453, då Kimon kallades tillbaka från sin exil och förhandlade fram en femårig fred med spartanerna.

### Aten besegras i Egypten, men segrar på Cypern
Mellan 459 f.Kr. och 456 f.Kr. var egyptierna och deras atenska allierade upptagna med belägringen av den persiska styrkan i Memfis. En stor del av den atenska flottan kallades tillbaka till Egeiska havet för att hjälpa till med operationerna där. Under tiden organiserade perserna en ny styrka ledd av Megabyzos, som enligt Ktesias räknade 200 000 soldater och 300 skepp, medan den enligt Diodorus hade över 300 000 infanterister och kavallerister. Ett nytt slag stod nära Memfis, i vilket Charitimedes dödades. Kung Inaros lyckades ta sig till den marinbas som anlagts på ön Prosoptis i Nildeltat, där han blev belägrad i 18 månader, tillsammans med 6 000 atenare och deras flotta. De persiska generalerna vågade inte gå i land, utan torkade i stället ut området mellan flodstranden och ön och överraskade egyptierna, som snabbt gav sig, med undantag av kung Inaros. Megabyzos förhandlade med atenarna, som via Kyrene fick vända hem. En del av dem blev dock, enligt Ktesias, kvarhållna som fångar. En flotta, som utan att veta att striden var över kom för att undsätta styrkorna vid Prosoptis, besegrades av perserna nära Kap Mendesion. Resultatet av denna förlust var att Cypern återigen föll i persernas händer. Atenarna och deras allierade förlorade runt 20 000 män i detta fälttåg, enligt Isokrates uppskattning.
Efter att Kimon hade kallats tillbaka, och de fem åren av fred, sändes han till Cypern och Kilikien för att kämpa mot perserna. Perserna hade hjälpt flera städer i Jonien som hade velat lämna förbundet. Kimon förfogade på Cypern över en styrka på 200 triremer, och sände 60 av dem till Egypten för att understödja Amyrtaios, som startat ett nytt uppror där. På Cypern mötte Kimon 300 persiska skepp under ledning av Artabazos, och i Kilikien 300 000 soldater under ledning av Megabyzos. Han erövrade Marion och belägrade Kition på Cypern, men under belägringen dog han av ett sår eller av sjukdom. Hans död hölls hemlig för den atenska hären och dess allierade till dess att atenarna besegrat perserna både till sjöss och till lands 30 dagar senare. Enligt Thukydides stod båda slagen vid Salamis på Cypern, medan Diodorus berättar att persernas flotta flydde till Kilikien, där den blev besegrad. Därmed besegrade Kimon perserna till och med efter sin död.

## Kalliasfreden
Efter detta slag var båda parter utmattade. Ingen av sidorna hade full kontroll över hela östra Medelhavet, och perserkungen sände ett fredsbud till Aten. Perikles var positiv och sände enligt Diodorus Kallias, son till Ipponikos i Susa, för att förhandla hösten 449 f.Kr. De exakta förhållandena i fredsavtalet förblir oklara, men resultatet blev oberoende för grekerna i Mindre Asien, persiskt styre för Cypern, och att perserna gav upp sina försök att ta kontrollen i Egeiska havet.
Efter att freden ingåtts kallade Aten tillbaka de 60 triremerna från Egypten och sina styrkor från Cypern. Antagligen var detta en del av avtalet, men det nämns inte av historikerna. Situationen i Grekland hade däremot nu blossat upp, och krigen fortsatte där fram till trettioårsfreden år 445 f.Kr.

## Senare konflikter
Perserna gav aldrig helt upp sina ambitioner, och fortsatte att blanda sig i de grekiska affärerna i ett slags "kallt krig", där de försökte övertala städerna med diplomati och/eller köpa dem med guld, och anställde grekiska legosoldater (mest känd är Xenofon), tills Alexander den store gjorde slut på den persiska stormakten. För grekerna innebar perserkrigen en känsla av grekisk enhet, men bara tjugo år senare splittrades denna enhet i och med det peloponnesiska kriget.

## Persiska krigen i den moderna historieskrivningen
De persiska krigen konstruerades av den moderna historieskrivningen under 1800-talet och 1900-talets första hälft som en konflikt mellan ett upplyst väst och ett despotiskt öst. Denna syn var starkt präglad av den europeiska kolonialismens synsätt och försök att konstruera den Andre i form av en asiat. Synen på persern som den Andre lever kvar inom populärkulturen, i synnerhet i Hollywood filmer som 300.
Efter 1980-talet har bilden av det akemenidiska riket nyanserats avsevärt av forskare som Mary Boyce, Amélie Kuhrt och Pierre Briant. Forskare som Kostas Vlassopoulos har påvisat att antikens greker hade en hel del gemensamt med perserna i fråga om språk, mytologi och kultur, samt att antikens Grekland var en integrerad del av den östra Medelhavskulturen.

## Persiska krigen i svenska läroböcker
I sin studie av orientalism i läroböcker gällande beskrivningar av det antika perserriket påvisar Svante Börjesson och Kåre Ivarsson att beskrivningarna av perserna inte är öppet negativa men att det ändå finns en påtaglig ”vi mot dom- känsla” där sympatierna hela tiden ligger hos grekerna eller makedonierna. Perserna beskrivs aldrig på egna villkor, i motsats till t.ex. Induskulturen och Egypten, utan ständigt i förhållande till grekerna och då alltid som deras fiende. De menar att förklaringen är att historieböckernas uppbyggnad går att likna vid ett storartat epos där civilisationen själv spelar huvudrollen. Utvecklingen rör sig framåt i en rak linje från de gamla flodkulturerna till dagens informationssamhälle. För Persien får detta en del negativa konsekvenser. I den tidiga urhistorien omnämns Mellanöstern med några få rader om Egypten och kulturerna som uppstod runt Eufrat och Tigris. Efter dessa rader rusar läroböckerna vanligen raskt vidare till antiken där fokus vanligen uteslutande ligger på de grekiska stadsstaterna och Rom med deras avgörande politiska och kulturella utveckling. Detta civilisatoriska drama resulterar dock oundvikligen i att Persien i egenskap av områdets främsta stormakt framställs som civilisationens och utvecklingens främsta fiende. Trots att Mellanöstern under antiken är den mest produktiva delen av Medelhavsområdet blir regionen i detta eurocentriska perspektiv oundvikligen den Andre som under hela antiken hotar västvärlden.